# Gabarret
Gabarret település Franciaországban, Landes megyében. Lakosainak száma 1282 fő (2022. január 1.). Gabarret Cazaubon, Créon-d’Armagnac, Escalans, Herré, Parleboscq és Lagrange községekkel határos.

## Népesség
A település népességének változása:
| Lakosok száma | 1463 | 1381 | 1335 | 1208 | 1330 | 1301 | 1295 | 1289 | 1277 | 1282 |
|               | 1968 | 1982 | 1990 | 2006 | 2013 | 2015 | 2017 | 2019 | 2020 | 2022 |